# ウィリアム・ヘル
ウィリアム・ヘル（William Helu、1986年4月19日 - ）は、トンガのラグビーユニオン選手。

## プロフィール
- ニュージーランド・オタフフ出身[1]。
- ポジションはウィング(WTB)、センター(CTB)。
- 身長 185cm、体重 98kg
- トンガ代表キャップは23（2025年5月現在）でワールドカップ2011・2015のトンガ代表に選ばれた[2]。

## 略歴
FCグルノーブル、ラグビー・ローマ・オリンピック、ブリストル、マンリー・マーリンズ、ワスプス、エディンバラを経て、2017年、ティミショアラ・サラセンズに加入。